# Heinrich Schaffer (Schriftsteller)
Heinrich Schaffer (* 25. Oktober 1895 in Gurahumora, Bukowina, heute Rumänien; † 30. Dezember 1962 in Wien) war ein österreichisch-französischer Rechtsanwalt, Erzähler und Lyriker. Seine heute nahezu vergessenen literarischen Werke gehören zur bukowinadeutschen jüdischen Lyrik der Zwischenkriegszeit (1918–1944).

## Leben
In Wien studierte Schaffer an der Universität Jus und promovierte 1920 zum Dr. iur., 1935 wurde er in die Liste der Rechtsanwälte aufgenommen. Während des Ersten Weltkriegs war er als Soldat eingezogen. Schaffer flüchtete im Jänner 1939 über Frankreich nach Algerien, wo er als Sekretär des „Comité Autrichien d’Alger“ tätig war. Er lebte bis in die späten 1950er Jahre in Paris und kehrte im November 1961 nach Wien zurück. 
Neben seiner Berufstätigkeit verfasste er vor allem in den 1920er und 1930er Jahren Erzählungen und Gedichte. In der Anthologie »Beständig ist das leicht Verletzliche« ist er mit zwei Gedichten vertreten:
- Gedicht für die kommenden Brüder (1932)[6]
- Psalm eines endenden Tages (1933)[7]

## Werke von Heinrich Schaffer

### Vier Zeilen von Heinrich Schaffer
Aus: Gedicht für die kommenden Brüder
Aber unser ist die schlimmste Stunde,

allzu dunkel liegen Land und Zeit.

Herr, im tobenden Gebell der Hunde

wurden wir zu scheiden herz-bereit.

### Roman
- Schlechter Wandel. Tal, Wien/Leipzig/Zürich 1923.

### Lyrik
- Dunkle Strophen. Lanyi, Wien 1932.
- Wulf Kirsten (Hrsg.): »Beständig ist das leicht Verletzliche« Gedichte in deutscher Sprache von Nietzsche bis Celan Ammann Verlag, Zürich 2010, ISBN 978-3-250-10535-0. Seite 876 f. und 1037